# Другой (роман)
«Другой» — роман русского писателя Юрия Мамлеева, посвящённый духовным поискам в  России начала 2000-х. По мнению писателя, роман является логическим продолжением «Шатунов» — не в смысле сюжетной преемственности, а в смысле развития и переосмысления философских и мировоззренческих предпосылок.  Однако в отличие от других романов, здесь «на первый план выдвинуты проблемы чисто человеческие, даже социальные».
Роман издан в начале 2006 года в однотомнике избранных произведений писателя («Другой», «Шатуны», рассказы разных лет), в серии «Красная книга русской прозы» издательства Эксмо. Презентация романа прошла в Москве 24 апреля 2006 года в книжном магазине «Букберри» и 13 июня 2006 года в клубе «ПирОГИ на Никольской».

## Сюжет
Действие происходит в Москве в начале 2000-х гг.
Молодой человек Лёня Одинцов переживает клиническую смерть, во время которой видит себя в поезде, несущемся в иные миры, среди умерших душ — все они постепенно сходят на разных остановках (начиная с ада), однако для души Лёни нигде не находится подходящего места. Во время этого видения Лёня знакомится с таинственным человеком по имени Аким Иваныч, которого затем, уже очнувшись и выйдя из больницы, он встречает на улице. Аким Иваныч предлагает Лёне ждать своего часа, когда для его души найдётся обитель во Вселенной, и исчезает.
В ожидании новой встречи с Акимом Ивановичем Лёня постепенно теряет интерес к окружающим. Его состояние не даёт покоя его родным — жене Лере, брату Вадиму и подруге брата Алёне, которые пытаются выйти на Акима Ивановича по своим каналам. Лера обращается к знакомой ясновидящей Софье Бобовой, Вадим рассказывает о произошедшем художнику Филиппу Пашкову, затем они выходят на Тараса Ротова, имеющего широкий круг знакомств, в том числе в эзотерических кругах.
Алёну, которая, как и Вадим, рисует картины, похищают и привозят в особняк Тимофея Лохматова — загадочного и пугающего человека, связанного с бизнесом и криминалом. (Алёной он заинтересовался, поскольку узнал себя в изображении одного из монстров на её картине.) Лохматов мечтает о прорыве в неведомое: «чтоб стены рушились, чтоб все двери в миры, видимые и невидимые, распахнулись, чтоб ширь была необъятная». Когда-то Лохматов встречал и Акима Ивановича, однако не знает, как найти его. Не удаётся поиск и через знакомых Ротова.
В один из дней Лёня исчезает, оставив записку о том, что он наконец уходит к тому, к кому давно хотел. Лохматов сообщает Алёне, что он уезжает в дальние края продолжать там свои духовные поиски. Ротов узнаёт, что в больнице, где лежал Лёня, когда-то работал врач по имени Аким Иванович. Алёна и Вадим женятся.

## Отзывы
- Юрий Мамлеев[5]:

«Другой» — это совершенно другой роман. Там есть, конечно, некая «мамлеевская» линия, и с неё, собственно, начинается роман, но там силён элемент быта и даже социальности... Он более социальный, бытовой, в нём описаны ситуации, которые мы видим перед собой первым взглядом, так сказать. Одновременно вторым планом идёт глубинный слой, связанный со всеми перипетиями сюжета. Роман не просто современный, он вырос из сегодняшнего дня, там выведен совершенно современный человек… А загадка в том, кто таков этот Другой и в чём сущность этого Другого, который навёл такой ужас и восхищение на героев романа.
- Михаил Бойко[6]:

Действие романа — ожерелье преступлений, вероломств и насилий. Но, как отметил в своём слове Мамлеев, роман задумывался как «гимн сострадания и любви». Это только кажется, что в нём провозглашается мораль по ту сторону сострадания. Скорее это мысль о необходимости различения людей и демонических существ в человеческом обличье.
- Кирилл Решетников[7]

Считать «Другого» итоговым романом было бы неверно — хотя бы потому, что в нём, как всегда у Мамлеева, больше вопросов, чем ответов… Главная тема здесь — поиск, который должен привести к выходу за сковывающие пределы, установленные пространством, временем и порочно-прагматичной цивилизацией... Слог Мамлеева как бы несколько наивен, но наивность эта — та же, что была, скажем, у Платонова и Гоголя. Никаких так называемых литературных приёмов здесь нет — Мамлеев имеет в виду именно то, что говорит.
- Александр Гриценко[8]:

Новый роман Юрия Мамлеева «Другой» написан всё о том же — недосягаемом для смертного. Смысл жизни, смысл ухода из неё. Укрытые в тёмных нишах нашего человеческого сущего, эти тайны недосягаемы для разума, они не раскладываются на причинно-следственные связи. Скорее их можно понять лишь на уровне инстинкта... Этот роман даёт ответ на многие вопросы, которые автор поставил раньше. И если «Шатуны» — жёсткий, страшный роман, люди в нём ходят по краю Чёрной Бездны, то «Другой» при всей своей жёсткости апеллирует к Светлому.